# Klauber (Kupferstecher)

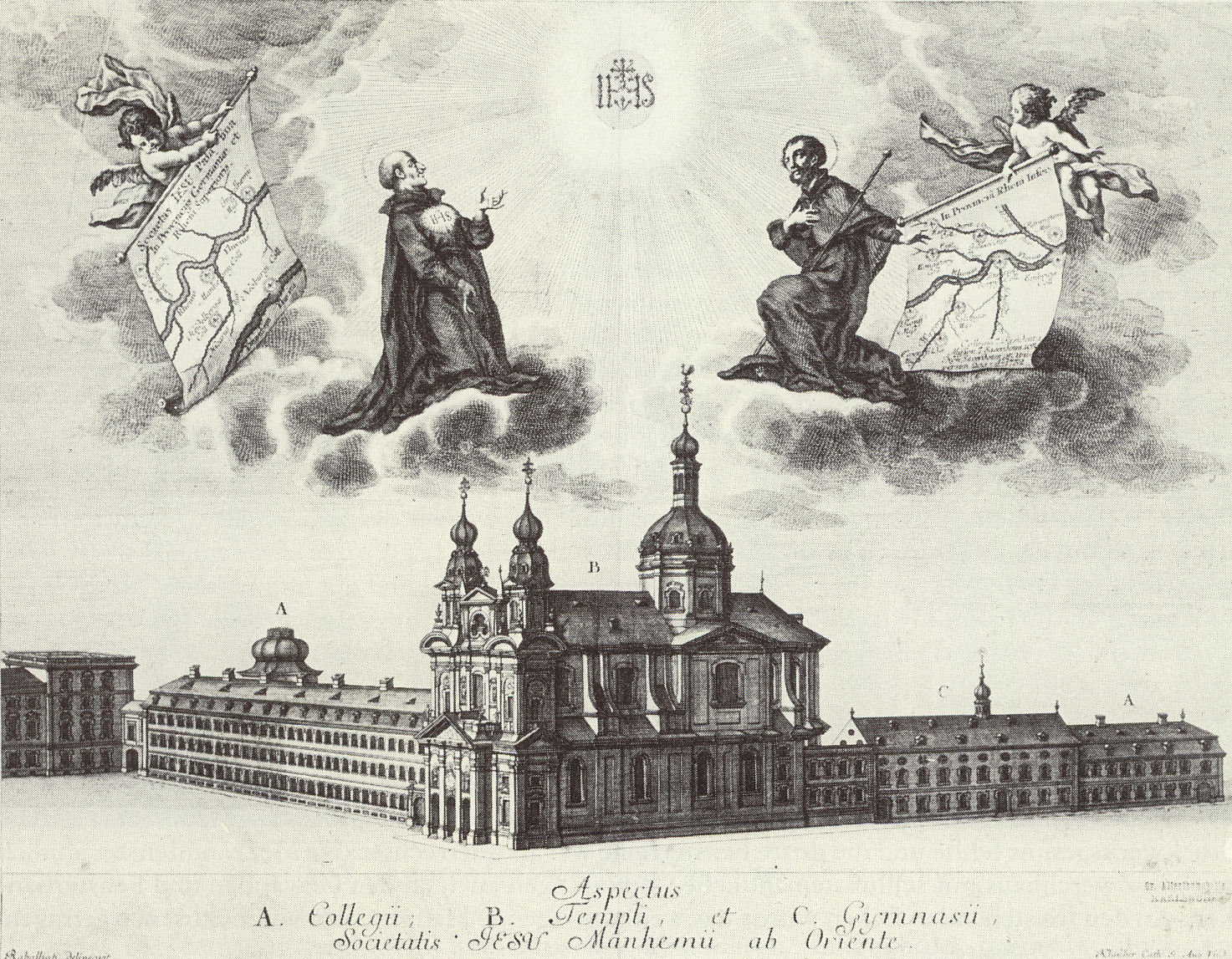
Jesuitenkirche, Mannheim 1753, Gebrüder Klauber

Klauber war eine Augsburger Familie von Kupferstechern und Kunstverlegern. Stammvater war der Gastwirt und Kaufmann Franz Christoph Klauber. Zwei seiner Söhne, Joseph Sebastian Klauber (* 14. Januar 1710 in Augsburg; † 18. September 1768 in Augsburg) und Johann Baptist Klauber (* 21. Juni 1712 in Augsburg; † um 1787 in Augsburg), waren „Hofkupferstecher des Fürstbischofs von Augsburg“ und später auch „Hofkupferstecher des Kurfürsten von der Pfalz und des Fürstabts von Kempten“. Daneben soll noch eine Halbschwester Maria Rosina Klauber tätig gewesen sein.

## Familienmitglieder
Joseph Sebastian Klauber war ein Schüler von Melchior Rein in Augsburg, danach bei dem von Augsburg nach Prag ausgewanderten Anton Birkhart. Nach seiner Rückkehr wurde er zunächst für Johann Andreas Pfeffel tätig. Johann Baptist war nach Paul von Stetten Schüler von Johann Heinrich Störklin.
Die beiden Brüder waren in der Zeit des Rokoko tätig, das in Augsburg besonders gepflegt wurde. Sie stachen vor allem Bilder mit religiösen Motiven und der „Name Klauber begegnet durchaus auf nicht wenigen Produkten, die offenbar industriell und ohne hohen ästhetischen Anspruch fabriziert wurden,“ zwischen eher „kulturgeschichtl[ich]“ relevanten Blättern und „künstlerisch beachtenswerte[n]“, „die zum Besten dieser Art zählen“.
1737 gründete Johann Baptist zusammen mit Gottfried Bernhard Göz (1708–1774), von dem viele Vorlagen stammten, einen damals bedeutenden „katholischen Bilderverlag“, den Göz ab 1742 allein weiterführte. 1748 entstand eine Bilderbibel, die in dem von beiden Brüdern 1740 gegründeten Verlag „Joseph u. Johann Klauber“ bzw. „Fratres Klauber Catholici“ veröffentlicht wurde. Sie enthält, vermutlich nach Vorlagen von Johann Adam Stockmann, 100 Kupferstiche. „Es ist kaum möglich, den Reichtum eines solchen Blattes zu schildern. Landschaft und Architektur, Mensch, Tier und Pflanze wirbeln in bunter Fülle durcheinander,“ „doch darf die auf den ersten Blick überwältigende Detailfülle der Blätter nicht darüber hinwegtäuschen, dass routiniert, aber keineswegs außergewöhnlich gestaltete figurale Szenen im Kleinformat und ornamentale Partien einen Großteil der Fläche füllen und dass die Erfindungen der Klauber-Bibel somit vor allem auf solidem Handwerk und flüssigem Vortrag eines zeittypischen Vokabulars beruhen.“
Die Arbeiten der Brüder (und ihrer Mitarbeiter) sind häufig nicht oder nur werkstattmäßig signiert und bisher kaum zugeordnet. Sie legten mehr Wert auf die Zugkraft der „Marke“ Gebrüder Klauber, wobei sie ihre katholische Ausrichtung oft durch die Hinzufügung eines „Cath.“ betonten, um sich von ihren zahlreichen Mitbewerbern (etwa 30 Kunstverlage) im protestantisch starken Augsburg abzugrenzen – eine Kennzeichnung, die später gelegentlich zu der unzutreffenden Annahme führte, es habe auch eine Kupferstecherin Catharina Klauber gegeben.
Als Sohn des Joseph Sebastian wurde ein Kupferstecher Franz Xaver Klauber genannt, * 1741, der längere Zeit in Rom studiert und „Bildnisse und andere Blätter“ gestochen haben soll, – möglicherweise eine Verwechselung, weil er später in der weiteren Literatur nicht mehr erwähnt wird. Bedeutsam waren allerdings zwei Söhne des Joseph Sebastian, die die Familientradition fortsetzten:

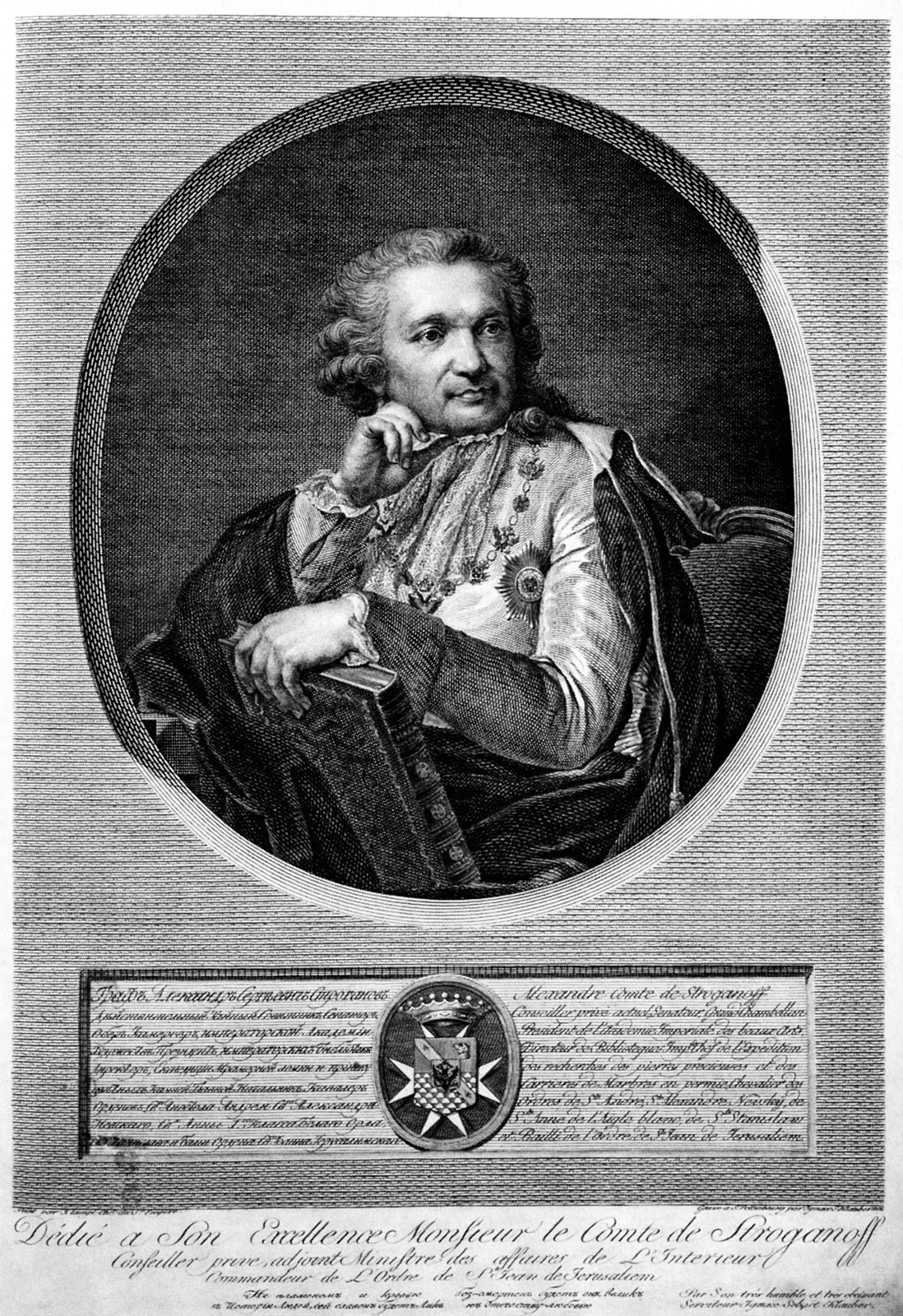
Alexander Sergejewitsch Stroganow, 1807 gestochen von Ignaz Sebastian Klauber nach einem Gemälde von Johann Baptist von Lampi

Ignaz Schwarz: Institutiones juris universalis, 1743. Titelblatt gestochen von „Klauber“ nach ein Bild von I.W. Baumgartner.

Ignaz Sebastian Klauber (* 2. Januar 1753 in Augsburg; † 25. Mai 1817 in St. Petersburg) war „der begabteste Kupferstecher der Familie“ Er erhielt den ersten Unterricht von seinem Vater, ging dann nach Rom, später nach Paris zu Johann Georg Wille. „Er wurde schon bald neben diesem als einer der qualitätvollsten deutschen Kleinmeister geschätzt. Seine Stärke lag im Porträtstich.“ 1787 wurde er in die Pariser Akademie aufgenommen. Mit dem Titel „Graveur du Roi“' ausgezeichnet, war er infolge der Französischen Revolution zur Rückkehr nach Augsburg gezwungen. Dort wurde er „Königlich dänischer und kurtrierischer Hofkupferstecher“, bevor er schließlich 1796 nach St. Petersburg berufen wurde, wo er als Kupferstecher des Zaren und Direktor der Kupferstecher-Akademie wirkte. „Unter seiner Leitung erlangte die Kupferstecherklasse ein bisher nichtgekanntes Niveau.“
Joseph Wolfgang Xaver Klauber (* 1740 Augsburg; † 1813) war ebenfalls fürstbischöflicher Kupferstecher und 1777 Ratsmitglied. Er führte den Verlag fort, wie nach ihm sein Sohn Joseph Anton Klauber (* 1779 in Augsburg,; † 1837 in Augsburg), der die Kunst des Kupferstechens bei seinem Onkel Ignaz Sebastian erlernt hatte, sich aber später auf die verlegerische Tätigkeit beschränkte, um den Bedarf an erbaulicher Graphik bzw. Literatur im süddeutsch-katholischen Raum zu decken. Zwar wurde der Marke „Gebrüder Klauber“ offenbar bis in das 19. Jahrhundert eine Zugkraft beigemessen. Als der Verlag 1817 eine neue Auflage der Bilderbibel veröffentlichte, hatte er aber längst seine führende Rolle auf dem Gebiet katholischer Druckgraphik verloren. 1840 erlosch er endgültig.
Die Bilderbibel erschien allerdings 1835/36 in Leipzig im Verlag Eduard Kummer noch einmal in einer neuen Auflage, und zwar überraschend für eine protestantische Zielgruppe, obgleich das Augsburger Rokoko zu dieser Zeit schon sehr negativ bewertet wurde, wie eine Bemerkung von Johann Joachim Winckelmann in einem Brief vom 26. April 1758 deutlich macht:  „Der Königl. Pallast [in Neapel] ist von abscheulicher Bauart, und kein Augsburger Fratzen-Mahler könnte einen schlechtern Entwurf machen.“